# إينه
إينه (باليابانية: 伊根町) هي بلدية في اليابان، وبلدة في اليابان، تقع في كيوتو، ومقاطعة يوسا، بلغ عدد سكانها 1,962  نسمة وذلك حسب إحصائيات سنة 2018، تبلغ مساحتها 61.95 كيلومتر مربع.

## الموقع
تشترك في الحدود مع:
- ميازو، كيوتو
- كيوتانغو، كيوتو.